# Ньюкасл Юнайтед
Нью́ка́сл Юна́йтед (англ. Newcastle United Football Club) — англійський професійний футбольний клуб АПЛ з міста Ньюкасл-апон-Тайн північного сходу Англії. Домашній стадіон «Сент-Джеймс Парк» відкрито у 1880 році — сьомий за місткістю серед футбольних стадіонів Англії і дев'ятий серед усіх футбольних стадіонів Великої Британії.
Заснований у 1892 році внаслідок об'єднання двох клубів — «Ньюкасл Іст-Енд» і «Ньюкасл Вест-Енд». «Ньюкасл Юнайтед» — 4-разовий чемпіон Прем'єр-ліги, 6-разовий володар кубку, переможець кубку ярмарків та Інтертото.

## Поточний склад
Станом на 30 квітня 2025
| №  | Поз. | Нац.              | Гравець         |
| -- | ---- | ----------------- | --------------- |
| 1  | ВР   | Словаччина        | Мартін Дубравка |
| 2  | ЗХ   | Англія            | Кіран Тріпп'єр  |
| 4  | ЗХ   | Нідерланди        | Свен Ботман     |
| 5  | ЗХ   | Швейцарія         | Фабіан Шер      |
| 6  | ЗХ   | Англія            | Джамал Ласеллс  |
| 7  | ПЗ   | Бразилія          | Жоелінтон       |
| 8  | ПЗ   | Італія            | Сандро Тоналі   |
| 9  | НП   | Англія            | Каллум Вілсон   |
| 10 | ПЗ   | Англія            | Ентоні Гордон   |
| 11 | ПЗ   | Англія            | Гарві Барнс     |
| 12 | ЗХ   | Північна Ірландія | Джамал Льюїс    |
| 13 | ЗХ   | Англія            | Метт Таргетт    |
| 14 | НП   | Швеція            | Александр Ісак  |
| 17 | ЗХ   | Швеція            | Еміль Крафт     |

| №  | Поз. | Нац.     | Гравець                  |
| -- | ---- | -------- | ------------------------ |
| 18 | НП   | Данія    | Вільям Осула             |
| 19 | ВР   | Греція   | Одіссеас Влаходімос      |
| 20 | ЗХ   | Англія   | Льюїс Голл               |
| 21 | ЗХ   | Англія   | Тіно Лівраменто          |
| 22 | ВР   | Англія   | Нік Поуп                 |
| 23 | ПЗ   | Англія   | Джейкоб Мерфі            |
| 26 | ВР   | Англія   | Джон Радді               |
| 28 | ПЗ   | Англія   | Джо Віллок               |
| 29 | ВР   | Англія   | Марк Гіллеспі            |
| 33 | ЗХ   | Англія   | Ден Берн                 |
| 36 | ПЗ   | Англія   | Шон Лонгстафф            |
| 39 | ПЗ   | Бразилія | Бруно Гімараес (капітан) |
| 67 | ПЗ   | Англія   | Льюїс Майлі              |
| 75 | ПЗ   | Англія   | Треван Санусі            |

## Досягнення
Чемпіонат Англії:
- Чемпіон (4): 1905, 1907, 1909, 1927
- Віце-чемпіон (2): 1996, 1997

Кубок Англії:
- Володар (6): 1910, 1924, 1932, 1951, 1952, 1955
- Фіналіст (7): 1905, 1906, 1908, 1911, 1974, 1998, 1999

Кубок Футбольної ліги:
- Володар (1): 2025
- Фіналіст (2): 1976, 2023

Суперкубок Англії:
- Володар (1): 1909

Кубок ярмарків:
- Володар (1): 1969

Кубок Інтертото:
- Володар (1): 2006

Кубок УЄФА:
- Чвертьфіналіст (1): 1997